# Al-Dżalama (Tulkarm)
Al-Dżalama (arab. الجلمة) – nieistniejąca już arabska wieś, która była położona w Dystrykcie Tulkarm w Mandacie Palestyny. Wieś została wyludniona podczas I wojny izraelsko-arabskiej przez Siły Obronne Izraela w dniu 1 marca 1950 roku.

## Położenie
Leżała ona na zachodnim brzegu Wadi Dżalama, 8,5 km na północ od Tulkarm.

## Historia
Przez krzyżowców zwana była Gelenne. W 1265 roku została podbita przez Mameluków, a sułtan Bajbars przyłączył ją do swojego emiratu. Na koniec XIX wieku Al-Dżalama była opisywana jako mała ceglana wieś na zboczu niewielkiej góry. Współczesna wieś powstała przez migrację rolników z pobliskiego Attil, posiadających tu grunty. W 1945 roku mieszkało tu 70 osób, należących głównie do rodzin Nadaf i Daqqua.
Jako że współczesna wieś mieściła się w miejscu starej, do budowy domów użyto niektórych pozostałości archeologicznych. Domy były budowane głównie z cegły i kamienia. W latach 30. i 40. XX wieku natomiast niektóre budynki wykonywano z betonu. Mieszkańcy, muzułmanie uprawiali m.in. arbuzy i pomarańcze.
Mieszkańcy wsi zostali zmuszeni do ucieczki przez Haganę 8 lutego 1948 roku, a całkowicie ewakuowani zostali 1 kwietnia 1950 roku. Wieś została całkowicie zniszczona przez Izraelczyków. Współcześnie znajduje się tu jedynie sterta głazów, a teren wsi jest częściowo zajęty przez kibuc Lahawot Chawiwa.